# Nuoto ai Giochi del Commonwealth
Le gare di nuoto ai Giochi del Commonwealth vengono disputate sin dalla prima edizione degli allora Giochi dell'Impero Britannico del 1930. Il nuoto è inoltre una delle discipline obbligatorie nell'organizzazione dell'evento.
Nelle prime edizioni le competizioni venivano disputate utilizzando le iarde, mentre dal 1970 in poi sono state adottate le gare del programma olimpico basate sul sistema metrico decimale. A partire dal 2002 sono state introdotte ufficialmente le gare di nuoto paralimpico, che sono diventate parte integrante del programma.
Tra le nazioni affiliate alla CGF, 51 hanno preso parte alle competizioni natatorie e 15 di esse sono salite sul podio almeno una volta.

## Medagliere complessivo
Aggiornato all'edizione di Delhi 2010.
| Pos.   | Paese              | Oro | Argento | Bronzo | Tot. |
| ------ | ------------------ | --- | ------- | ------ | ---- |
| 1      | Australia          | 258 | 183     | 160    | 601  |
| 2      | Canada             | 94  | 110     | 113    | 317  |
| 3      | Inghilterra        | 84  | 113     | 127    | 324  |
| 4      | Sudafrica          | 21  | 26      | 20     | 67   |
| 5      | Scozia             | 17  | 24      | 26     | 67   |
| 6      | Nuova Zelanda      | 13  | 29      | 35     | 77   |
| 7      | Galles             | 4   | 8       | 10     | 22   |
| 8      | Papua Nuova Guinea | 1   | 1       | 0      | 2    |
| 9      | Kenya              | 1   | 0       | 0      | 1    |
| 9      | Zimbabwe           | 1   | 0       | 0      | 1    |
| 11     | Giamaica           | 0   | 1       | 2      | 3    |
| 12     | Malaysia           | 0   | 1       | 1      | 2    |
| 13     | Guyana             | 0   | 1       | 0      | 1    |
| 14     | India              | 0   | 0       | 1      | 1    |
| 14     | Isola di Man       | 0   | 0       | 1      | 1    |
| Totale | Totale             | 494 | 497     | 496    | 1487 |

## Medaglie maschili
Programma di Delhi 2010.

### 50 metri stile libero
| Edizione          | Oro                          | Argento                       | Bronzo                      |
| ----------------- | ---------------------------- | ----------------------------- | --------------------------- |
| Auckland 1990     | Andrew Baildon ( Australia)  | Angus Waddel ( Australia)     | Mark Foster ( Inghilterra)  |
| Victoria 1994     | Mark Foster ( Inghilterra)   | Darren Lange ( Australia)     | Peter Williams ( Sudafrica) |
| Kuala Lumpur 1998 | Mark Foster ( Inghilterra)   | Brendon Dedekind ( Sudafrica) | Michael Klim ( Australia)   |
| Manchester 2002   | Roland Schoeman ( Sudafrica) | Brett Hawke ( Australia)      | Mark Foster ( Inghilterra)  |
| Melbourne 2006    | Roland Schoeman ( Sudafrica) | Brent Hayden ( Canada)        | Brett Hawke ( Australia)    |
| Delhi 2010        | Brent Hayden ( Canada)       | Roland Schoeman ( Sudafrica)  | Gideon Louw ( Sudafrica)    |

- Miglior atleta: Roland Schoeman,  Sudafrica, 2  1 .
- Miglior nazione:  Sudafrica, 2  2  2 .

### 50 metri stile libero P-S9
| Edizione   | Oro                          | Argento                     | Bronzo                     |
| ---------- | ---------------------------- | --------------------------- | -------------------------- |
| Delhi 2010 | Matthew Cowdrey ( Australia) | Simon Miller ( Inghilterra) | Prasanta Karmakar ( India) |

### 100 metri stile libero
| Edizione          | Oro                          | Argento                         | Bronzo                         |
| ----------------- | ---------------------------- | ------------------------------- | ------------------------------ |
| Edimburgo 1970    | Michael Wenden ( Australia)  | Gregory Rogers ( Australia)     | William Devenish ( Australia)  |
| Christchurch 1974 | Michael Wenden ( Australia)  | Bruce Robertson ( Canada)       | Brian Phillips ( Canada)       |
| Edmonton 1978     | Mark Morgan ( Australia)     | Bill Sawchuck ( Canada)         | Gary McDonald ( Canada)        |
| Brisbane 1982     | Neil Brooks ( Australia)     | Gregory Fasala ( Australia)     | Michael Delany ( Australia)    |
| Edimburgo 1986    | Gregory Fasala ( Australia)  | Neil Brooks ( Australia)        | Andrew Jameson ( Inghilterra)  |
| Auckland 1990     | Andrew Baildon ( Australia)  | Christopher Fydler ( Australia) | Michael Fibbens ( Inghilterra) |
| Victoria 1994     | Stephen Clarke ( Canada)     | Christopher Fydler ( Australia) | Andrew Baildon ( Australia)    |
| Kuala Lumpur 1998 | Michael Klim ( Australia)    | Christopher Fydler ( Australia) | Gavin Meadows ( Inghilterra)   |
| Manchester 2002   | Ian Thorpe ( Australia)      | Ashley Callus ( Australia)      | Ryk Neethling ( Sudafrica)     |
| Melbourne 2006    | Simon Burnett ( Inghilterra) | Ryk Neethling ( Sudafrica)      | Roland Schoeman ( Sudafrica)   |
| Delhi 2010        | Brent Hayden ( Canada)       | Simon Burnett ( Inghilterra)    | Eamon Sullivan ( Australia)    |

- Miglior atleta: Michael Wenden,  Australia, 2
- Miglior nazione:  Australia, 8  8  4

### 100 metri stile libero P-S8
| Edizione   | Oro                          | Argento               | Bronzo                      |
| ---------- | ---------------------------- | --------------------- | --------------------------- |
| Delhi 2010 | Benjamin Austin ( Australia) | Sean Fraser ( Scozia) | Blake Cochrane ( Australia) |

### 100 metri stile libero P-S10
| Edizione   | Oro                   | Argento                           | Bronzo                       |
| ---------- | --------------------- | --------------------------------- | ---------------------------- |
| Delhi 2010 | Benoît Huot ( Canada) | Andrew Pasterfield ( Inghilterra) | Robert Welbourn ( Australia) |

### 200 metri stile libero
| Edizione          | Oro                           | Argento                      | Bronzo                            |
| ----------------- | ----------------------------- | ---------------------------- | --------------------------------- |
| Edimburgo 1970    | Michael Wenden ( Australia)   | Ralph Hutton ( Canada)       | Gregory Rogers ( Australia)       |
| Christchurch 1974 | Stephen Badger ( Australia)   | Bruce Robertson ( Canada)    | Michael Wenden ( Australia)       |
| Edmonton 1978     | Ronald McKeon ( Australia)    | Graeme Brewer ( Australia)   | Mark Morgan ( Australia)          |
| Brisbane 1982     | Andrew Astbury ( Inghilterra) | Peter Szmidt ( Canada)       | Ronald McKeon ( Australia)        |
| Edimburgo 1986    | Robert Gleria ( Australia)    | Peter Dale ( Australia)      | Thomas Stachewicz ( Australia)    |
| Auckland 1990     | Martin Roberts ( Australia)   | Ian Brown ( Australia)       | Thomas Stachewicz ( Australia)    |
| Victoria 1994     | Kieren Perkins ( Australia)   | Trent Bray ( Nuova Zelanda)  | Danyon Loader ( Nuova Zelanda)    |
| Kuala Lumpur 1998 | Ian Thorpe ( Australia)       | Michael Klim ( Australia)    | Daniel Kowalski ( Australia)      |
| Manchester 2002   | Ian Thorpe ( Australia)       | Grant Hackett ( Australia)   | Richard Say ( Canada)             |
| Melbourne 2006    | Ross Davenport ( Inghilterra) | Simon Burnett ( Inghilterra) | Brent Hayden ( Canada)            |
| Delhi 2010        | Robbie Renwick ( Scozia)      | Kenrick Monk ( Australia)    | Thomas Fraser-Holmes ( Australia) |

- Miglior atleta: Ian Thorpe,  Australia, 2
- Miglior nazione:  Australia, 8  6  8

### 400 metri stile libero
| Edizione          | Oro                           | Argento                        | Bronzo                            |
| ----------------- | ----------------------------- | ------------------------------ | --------------------------------- |
| Edimburgo 1970    | Graham White ( Australia)     | Ralph Hutton ( Canada)         | Gregory Brough ( Australia)       |
| Christchurch 1974 | John Kulasalu ( Australia)    | Bradford Cooper ( Australia)   | Stephen Badger ( Australia)       |
| Edmonton 1978     | Ronald McKeon ( Australia)    | Simon Gray ( Inghilterra)      | Maxwell Metzker ( Australia)      |
| Brisbane 1982     | Andrew Astbury ( Inghilterra) | Peter Szmidt ( Canada)         | John Davey ( Inghilterra)         |
| Edimburgo 1986    | Duncan Armstrong ( Australia) | Kevin Boyd ( Inghilterra)      | Michael Davidson ( Nuova Zelanda) |
| Auckland 1990     | Ian Brown ( Australia)        | Glen Housman ( Australia)      | Chris Bowie ( Canada)             |
| Victoria 1994     | Kieren Perkins ( Australia)   | Danyon Loader ( Nuova Zelanda) | Daniel Kowalski ( Australia)      |
| Kuala Lumpur 1998 | Ian Thorpe ( Australia)       | Grant Hackett ( Australia)     | Daniel Kowalski ( Australia)      |
| Manchester 2002   | Ian Thorpe ( Australia)       | Grant Hackett ( Australia)     | Graeme Smith ( Scozia)            |
| Melbourne 2006    | David Carry ( Scozia)         | Andrew Hurd ( Canada)          | David Davies ( Galles)            |
| Delhi 2010        | Ryan Cochrane ( Canada)       | Ryan Napoleon ( Australia)     | David Carry ( Scozia)             |

- Miglior atleta: Ian Thorpe,  Australia, 2
- Miglior nazione:  Australia, 8  5  5

### 1500 metri stile libero
| Edizione          | Oro                          | Argento                        | Bronzo                         |
| ----------------- | ---------------------------- | ------------------------------ | ------------------------------ |
| Edimburgo 1970    | Graham Windeatt ( Australia) | Max Tavasci ( Australia)       | Mark Treffers ( Nuova Zelanda) |
| Christchurch 1974 | Stephen Holland ( Australia) | Mark Treffers ( Nuova Zelanda) | Stephen Badger ( Australia)    |
| Edmonton 1978     | Maxwell Metzker ( Australia) | Simon Gray ( Inghilterra)      | Andrew Astbury ( Inghilterra)  |
| Brisbane 1982     | Maxwell Metzker ( Australia) | Timothy Ford ( Australia)      | Andrew Astbury ( Inghilterra)  |
| Edimburgo 1986    | Jason Plummer ( Australia)   | Michael McKenzie ( Australia)  | Chris Chalmers ( Canada)       |
| Auckland 1990     | Glen Housman ( Australia)    | Kieren Perkins ( Australia)    | Michael McKenzie ( Australia)  |
| Victoria 1994     | Kieren Perkins ( Australia)  | Daniel Kowalski ( Australia)   | Glen Housman ( Australia)      |
| Kuala Lumpur 1998 | Grant Hackett ( Australia)   | Ryk Neethling ( Sudafrica)     | Kieren Perkins ( Australia)    |
| Manchester 2002   | Grant Hackett ( Australia)   | Graeme Smith ( Scozia)         | Craig Stevens ( Australia)     |
| Melbourne 2006    | David Davies ( Galles)       | Andrew Hurd ( Canada)          | Hercules Prinsloo ( Sudafrica) |
| Delhi 2010        | Ryan Cochrane ( Canada)      | Heerden Herman ( Sudafrica)    | Daniel Fogg ( Inghilterra)     |

- Miglior atleta: Maxwell Metzker e Grant Hackett,  Australia, 2
- Miglior nazione:  Australia, 9  3  5

### 50 metri dorso
| Edizione        | Oro                         | Argento                        | Bronzo                        |
| --------------- | --------------------------- | ------------------------------ | ----------------------------- |
| Manchester 2002 | Matt Welsh ( Australia)     | Alex Keng Liat Lim ( Malaysia) | Gerhard Zandberg ( Sudafrica) |
| Melbourne 2006  | Matthew Clay ( Inghilterra) | Liam Tancock ( Inghilterra)    | Gerhard Zandberg ( Sudafrica) |
| Delhi 2010      | Liam Tancock ( Inghilterra) | Hayden Stoeckel ( Australia)   | Ashley Delaney ( Australia)   |

- Miglior atleta: Liam Tancock,  Inghilterra, 1  1
- Miglior nazione:  Inghilterra, 2  1

### 100 metri dorso
| Edizione          | Oro                          | Argento                        | Bronzo                         |
| ----------------- | ---------------------------- | ------------------------------ | ------------------------------ |
| Edimburgo 1970    | William Kennedy ( Canada)    | Michael Richards ( Galles)     | Eric Fish ( Canada)            |
| Christchurch 1974 | Mark Tonelli ( Australia)    | Steve Pickell ( Canada)        | Bradford Cooper ( Australia)   |
| Edmonton 1978     | Glenn Patching ( Australia)  | Gary Abraham ( Inghilterra)    | Jay Trapp ( Canada)            |
| Brisbane 1982     | Michael West ( Canada)       | Cameron Henning ( Canada)      | Wade Flemons ( Canada)         |
| Edimburgo 1986    | Mark Tewksbury ( Canada)     | Paul Kingsman ( Nuova Zelanda) | Michael West ( Canada)         |
| Auckland 1990     | Mark Tewksbury ( Canada)     | Gary Anderson ( Canada)        | Paul Kingsman ( Nuova Zelanda) |
| Victoria 1994     | Martin Harris ( Inghilterra) | Steven Dewick ( Australia)     | Adam Ruckwood ( Inghilterra)   |
| Kuala Lumpur 1998 | Mark Versfeld ( Canada)      | Joshua Watson ( Australia)     | Chris Renaud ( Canada)         |
| Manchester 2002   | Matt Welsh ( Australia)      | Ian Thorpe ( Australia)        | Alex Kang Liat Lim ( Malaysia) |
| Melbourne 2006    | Liam Tancock ( Inghilterra)  | Matt Welsh ( Australia)        | Gregor Tait ( Scozia)          |
| Delhi 2010        | Liam Tancock ( Inghilterra)  | Daniel Bell ( Nuova Zelanda)   | Ashley Delaney ( Australia)    |

- Miglior atleta: Mark Tewksbury ( Canada) e Liam Tancock ( Inghilterra), 2
- Miglior nazione:  Canada, 5  3  5

### 200 metri dorso
| Edizione          | Oro                           | Argento                        | Bronzo                          |
| ----------------- | ----------------------------- | ------------------------------ | ------------------------------- |
| Edimburgo 1970    | Michael Richards ( Galles)    | Raymond Terrell ( Inghilterra) | Neil Rogers ( Australia)        |
| Christchurch 1974 | Bradford Cooper ( Australia)  | Mark Tonelli ( Australia)      | Robert Williams ( Australia)    |
| Edmonton 1978     | Gary Hurring ( Nuova Zelanda) | Glenn Patching ( Australia)    | Paul Moorfoot ( Australia)      |
| Brisbane 1982     | Cameron Henning ( Canada)     | David Orbell ( Australia)      | Michael West ( Canada)          |
| Edimburgo 1986    | Sandy Goss ( Canada)          | Paul Kingsman ( Nuova Zelanda) | Sean Murphy ( Canada)           |
| Auckland 1990     | Gary Anderson ( Canada)       | Paul Kingsman ( Nuova Zelanda) | Kevin Draxinger ( Canada)       |
| Victoria 1994     | Adam Ruckwood ( Inghilterra)  | Kevin Draxinger ( Canada)      | Scott Miller ( Australia)       |
| Kuala Lumpur 1998 | Mark Versfeld ( Canada)       | Adrian Radley ( Australia)     | Greg Hamm ( Canada)             |
| Manchester 2002   | James Goddard ( Inghilterra)  | Gregor Tait ( Scozia)          | Simon Militis ( Inghilterra)    |
| Melbourne 2006    | Gregor Tait ( Scozia)         | George du Rand ( Sudafrica)    | Cameron Gibson ( Nuova Zelanda) |
| Delhi 2010        | James Goddard ( Inghilterra)  | Gareth Kean ( Nuova Zelanda)   | Ashley Delaney ( Australia)     |

- Miglior atleta: James Goddard ( Inghilterra), 2
- Miglior nazione:  Canada, 4  1  4

### 50 metri rana
| Edizione        | Oro                                | Argento                        | Bronzo                       |
| --------------- | ---------------------------------- | ------------------------------ | ---------------------------- |
| Manchester 2002 | James Gibson ( Inghilterra)        | Adam Whitehead ( Inghilterra)  | Darren Mew ( Inghilterra)    |
| Melbourne 2006  | Chris Cook ( Inghilterra)          | Darren Mew ( Inghilterra)      | Brenton Rickard ( Australia) |
| Delhi 2010      | Cameron van der Burgh ( Sudafrica) | Glenn Snyders ( Nuova Zelanda) | Brenton Rickard ( Australia) |

- Miglior nazione:  Inghilterra, 2  2  1

### 100 metri rana
| Edizione          | Oro                                | Argento                            | Bronzo                             |
| ----------------- | ---------------------------------- | ---------------------------------- | ---------------------------------- |
| Edimburgo 1970    | William Mahoney ( Canada)          | Peter Cross ( Canada)              | Paul Jarvie ( Australia)           |
| Christchurch 1974 | David Leigh ( Inghilterra)         | David Wilkie ( Scozia)             | Paul Naisby ( Inghilterra)         |
| Edmonton 1978     | Graham Smith ( Canada)             | Duncan Goodhew ( Inghilterra)      | Paul Naisby ( Inghilterra)         |
| Brisbane 1982     | Adrian Moorhouse ( Inghilterra)    | Victor Davis ( Canada)             | Peter Evans ( Australia)           |
| Edimburgo 1986    | Victor Davis ( Canada)             | Adrian Moorhouse ( Inghilterra)    | Brett Stocks ( Australia)          |
| Auckland 1990     | Adrian Moorhouse ( Inghilterra)    | James Parrack ( Inghilterra)       | Nicholas Gillingham ( Inghilterra) |
| Victoria 1994     | Philip Rogers ( Australia)         | Nicholas Gillingham ( Inghilterra) | Jon Cleveland ( Canada)            |
| Kuala Lumpur 1998 | Simon Cowley ( Australia)          | Philip Rogers ( Australia)         | Darren Mew ( Inghilterra)          |
| Manchester 2002   | Adam Whitehead ( Inghilterra)      | Morgan Knabe ( Canada)             | James Gibson ( Inghilterra)        |
| Melbourne 2006    | Chris Cook ( Inghilterra)          | James Gibson ( Inghilterra)        | Brenton Rickard ( Australia)       |
| Delhi 2010        | Cameron van der Burgh ( Sudafrica) | Christian Sprenger ( Australia)    | Brenton Rickard ( Australia)       |

- Miglior atleta: Adrian Moorhouse ( Inghilterra), 2  1
- Miglior nazione:  Inghilterra, 5  5  5

### 200 metri rana
| Edizione          | Oro                                | Argento                         | Bronzo                             |
| ----------------- | ---------------------------------- | ------------------------------- | ---------------------------------- |
| Edimburgo 1970    | William Mahoney ( Canada)          | Paul Jarvie ( Australia)        | David Wilkie ( Scozia)             |
| Christchurch 1974 | David Wilkie ( Scozia)             | David Leigh ( Inghilterra)      | Paul Naisby ( Inghilterra)         |
| Edmonton 1978     | Graham Smith ( Canada)             | Duncan Goodhew ( Inghilterra)   | Lindsey Spencer ( Australia)       |
| Brisbane 1982     | Victor Davis ( Canada)             | Glenn Beringen ( Australia)     | Adrian Moorhouse ( Inghilterra)    |
| Edimburgo 1986    | Adrian Moorhouse ( Inghilterra)    | Victor Davis ( Canada)          | Nicholas Gillingham ( Inghilterra) |
| Auckland 1990     | Jon Cleveland ( Canada)            | Rodney Lawson ( Australia)      | Nicholas Gillingham ( Inghilterra) |
| Victoria 1994     | Nicholas Gillingham ( Inghilterra) | Philip Rogers ( Australia)      | Jon Cleveland ( Canada)            |
| Kuala Lumpur 1998 | Simon Cowley ( Australia)          | Ryan Mitchell ( Australia)      | Adam Whitehead ( Inghilterra)      |
| Manchester 2002   | Jim Piper ( Australia)             | Terence Parkin ( Sudafrica)     | Mike Brown ( Canada)               |
| Melbourne 2006    | Mike Brown ( Canada)               | Brenton Rickard ( Australia)    | Jim Piper ( Australia)             |
| Delhi 2010        | Brenton Rickard ( Australia)       | Michael Jamieson ( Inghilterra) | Christian Sprenger ( Australia)    |

- Miglior atleta: Victor Davis ( Canada) e Brenton Rickard ( Australia), 1  1
- Miglior nazione:  Canada, 5  1  2

### 50 metri farfalla
| Edizione        | Oro                          | Argento                      | Bronzo                       |
| --------------- | ---------------------------- | ---------------------------- | ---------------------------- |
| Manchester 2002 | Geoff Huegill ( Australia)   | Roland Schoeman ( Sudafrica) | Mark Foster ( Inghilterra)   |
| Melbourne 2006  | Roland Schoeman ( Sudafrica) | Matt Welsh ( Australia)      | Michael Klim ( Australia)    |
| Delhi 2010      | Jason Dunford ( Kenya)       | Geoff Huegill ( Australia)   | Roland Schoeman ( Sudafrica) |

- Miglior atleta: Roland Schoeman ( Sudafrica), 1  1  1
- Miglior nazione:  Australia, 1  2  1

### 100 metri farfalla
| Edizione          | Oro                             | Argento                        | Bronzo                          |
| ----------------- | ------------------------------- | ------------------------------ | ------------------------------- |
| Edimburgo 1970    | Byron MacDonald ( Canada)       | Thomas Arusoo ( Canada)        | Ronald Jacks ( Canada)          |
| Christchurch 1974 | Neil Rogers ( Australia)        | Byron MacDonald ( Canada)      | Bruce Robertson ( Canada)       |
| Edmonton 1978     | Dan Thompson ( Canada)          | John Mills ( Inghilterra)      | Bill Sawchuck ( Canada)         |
| Brisbane 1982     | Dan Thompson ( Canada)          | Philip Hubble ( Inghilterra)   | Tom Ponting ( Canada)           |
| Edimburgo 1986    | Andrew Jameson ( Inghilterra)   | Anthony Mosse ( Nuova Zelanda) | Tom Ponting ( Canada)           |
| Auckland 1990     | Andrew Baildon ( Australia)     | Marcel Gery ( Canada)          | Jason Cooper ( Australia)       |
| Victoria 1994     | Scott Miller ( Australia)       | Stephen Clarke ( Canada)       | Adam Pine ( Australia)          |
| Kuala Lumpur 1998 | Geoff Huegill ( Australia)      | Adam Pine ( Australia)         | Michael Klim ( Australia)       |
| Manchester 2002   | Geoff Huegill ( Australia)      | Mike Mintenko ( Canada)        | Adam Pine ( Australia)          |
| Melbourne 2006    | Ryan Pini ( Papua Nuova Guinea) | Michael Klim ( Australia)      | Moss Burmester ( Nuova Zelanda) |
| Delhi 2010        | Geoff Huegill ( Australia)      | Antony James ( Inghilterra)    | Ryan Pini ( Papua Nuova Guinea) |

- Miglior atleta: Geoff Huegill ( Australia), 3
- Miglior nazione:  Australia, 6  2  4

### 200 metri farfalla
| Edizione          | Oro                              | Argento                       | Bronzo                          |
| ----------------- | -------------------------------- | ----------------------------- | ------------------------------- |
| Edimburgo 1970    | Thomas Arusoo ( Canada)          | Martyn Woodroffe ( Galles)    | James Findlay ( Australia)      |
| Christchurch 1974 | Brian Brinkley ( Inghilterra)    | Kenneth Seymour ( Australia)  | John Coutts ( Nuova Zelanda)    |
| Edmonton 1978     | George Nagy ( Canada)            | Claus Bredschneider ( Canada) | Philip Hubble ( Inghilterra)    |
| Brisbane 1982     | Philip Hubble ( Inghilterra)     | Paul Rowe ( Australia)        | Jonathan Sieben ( Australia)    |
| Edimburgo 1986    | Anthony Mosse ( Nuova Zelanda)   | Tom Ponting ( Canada)         | Nicholas Hodgson ( Inghilterra) |
| Auckland 1990     | Anthony Mosse ( Nuova Zelanda)   | Martin Roberts ( Australia)   | John Kelly ( Canada)            |
| Victoria 1994     | Danyon Loader ( Nuova Zelanda)   | Scott Miller ( Australia)     | James Hickman ( Inghilterra)    |
| Kuala Lumpur 1998 | James Hickman ( Inghilterra)     | William Kirby ( Australia)    | Stephen Parry ( Inghilterra)    |
| Manchester 2002   | Justin Norris ( Australia)       | Stephen Parry ( Inghilterra)  | James Hickman ( Inghilterra)    |
| Melbourne 2006    | Moss Burmeister ( Nuova Zelanda) | Travis Nederpelt ( Australia) | Joshua Krogh ( Australia)       |
| Delhi 2010        | Chad le Clos ( Sudafrica)        | Michael Rock ( Inghilterra)   | Stefan Hirniak ( Canada)        |

- Miglior atleta: Anthony Mosse ( Nuova Zelanda), 2
- Miglior nazione:  Nuova Zelanda, 4  0  1

### 200 metri misti
| Edizione          | Oro                          | Argento                       | Bronzo                           |
| ----------------- | ---------------------------- | ----------------------------- | -------------------------------- |
| Edimburgo 1970    | George Smith ( Canada)       | Ken Campbell ( Canada)        | Martyn Woodroffe ( Galles)       |
| Christchurch 1974 | David Wilkie ( Scozia)       | Brian Brinkley ( Inghilterra) | Gary MacDonald ( Canada)         |
| Edmonton 1978     | Graham Smith ( Canada)       | Bill Sawchuck ( Canada)       | Peter Dawson ( Australia)        |
| Brisbane 1982     | Alex Baumann ( Canada)       | Robin Brew ( Scozia)          | Jeffrey Sheehan ( Canada)        |
| Edimburgo 1986    | Alex Baumann ( Canada)       | Robert Woodhouse ( Australia) | Neil Cochran ( Scozia)           |
| Auckland 1990     | Gary Anderson ( Canada)      | Robert Bruce ( Australia)     | Martin Roberts ( Australia)      |
| Victoria 1994     | Matthew Dunn ( Australia)    | Curtis Myden ( Canada)        | Fraser Walker ( Scozia)          |
| Kuala Lumpur 1998 | Matthew Dunn ( Australia)    | James Hickman ( Inghilterra)  | Robert van der Zant ( Australia) |
| Manchester 2002   | Justin Norris ( Australia)   | Adrian Turner ( Inghilterra)  | James Goddard ( Inghilterra)     |
| Melbourne 2006    | Gregor Tait ( Scozia)        | Dean Kent ( Nuova Zelanda)    | Brian Johns ( Canada)            |
| Delhi 2010        | James Goddard ( Inghilterra) | Joseph Roebuck ( Inghilterra) | Leith Brodie ( Australia)        |

- Miglior atleta: Alex Baumann ( Canada) e Matthew Dunn ( Australia), 2
- Miglior nazione:  Canada, 5  3  3

### 400 metri misti
| Edizione          | Oro                           | Argento                        | Bronzo                            |
| ----------------- | ----------------------------- | ------------------------------ | --------------------------------- |
| Edimburgo 1970    | Graham White ( Australia)     | Ralph Hutton ( Canada)         | Gregory Brough ( Australia)       |
| Christchurch 1974 | John Kulasalu ( Australia)    | Bradford Cooper ( Australia)   | Stephen Badger ( Australia)       |
| Edmonton 1978     | Ronald McKeon ( Australia)    | Simon Gray ( Inghilterra)      | Maxwell Metzker ( Australia)      |
| Brisbane 1982     | Andrew Astbury ( Inghilterra) | Peter Szmidt ( Canada)         | John Davey ( Inghilterra)         |
| Edimburgo 1986    | Duncan Armstrong ( Australia) | Kevin Boyd ( Inghilterra)      | Michael Davidson ( Nuova Zelanda) |
| Auckland 1990     | Ian Brown ( Australia)        | Glen Housman ( Australia)      | Chris Bowie ( Canada)             |
| Victoria 1994     | Kieren Perkins ( Australia)   | Danyon Loader ( Nuova Zelanda) | Daniel Kowalski ( Australia)      |
| Kuala Lumpur 1998 | Ian Thorpe ( Australia)       | Grant Hackett ( Australia)     | Daniel Kowalski ( Australia)      |
| Manchester 2002   | Justin Norris ( Australia)    | Brian Johns ( Canada)          | Adrian Turner ( Inghilterra)      |
| Melbourne 2006    | David Carry ( Scozia)         | Andrew Hurd ( Canada)          | David Davies ( Galles)            |
| Delhi 2010        | Ryan Cochrane ( Canada)       | Ryan Napoleon ( Australia)     | David Carry ( Scozia)             |

- Miglior atleta: Ian Thorpe ( Australia), 2
- Miglior nazione:  Australia, 8  5  6

### Staffetta 4x100 metri stile libero
| Edizione          | Oro       | Argento       | Bronzo      |
| ----------------- | --------- | ------------- | ----------- |
| Edimburgo 1970    | Australia | Canada        | Inghilterra |
| Christchurch 1974 | Canada    | Australia     | Inghilterra |
| Edmonton 1978     | Canada    | Australia     | Inghilterra |
| Brisbane 1982     | Australia | Inghilterra   | Canada      |
| Edimburgo 1986    | Australia | Canada        | Inghilterra |
| Auckland 1990     | Australia | Inghilterra   | Canada      |
| Victoria 1994     | Australia | Nuova Zelanda | Inghilterra |
| Kuala Lumpur 1998 | Australia | Canada        | Inghilterra |
| Manchester 2002   | Australia | Sudafrica     | Canada      |
| Melbourne 2006    | Sudafrica | Australia     | Canada      |
| Delhi 2010        | Australia | Inghilterra   | Sudafrica   |

- Miglior nazione:  Australia, 8  3  0

## Medaglie femminili
Programma di Delhi 2010.

### 50 metri stile libero
| Edizione          | Oro                           | Argento                          | Bronzo                          |
| ----------------- | ----------------------------- | -------------------------------- | ------------------------------- |
| Auckland 1990     | Lisa Curry-Kenny ( Australia) | Karen van Wirdum ( Australia)    | Andrea Nugent ( Canada)         |
| Victoria 1994     | Karen van Wirdum ( Australia) | Andrea Nugent ( Canada)          | Shannon Shakespeare ( Canada)   |
| Kuala Lumpur 1998 | Sue Rolph ( Inghilterra)      | Alison Sheppard ( Scozia)        | Toni Jeffs ( Nuova Zelanda)     |
| Manchester 2002   | Alison Sheppard ( Scozia)     | Jodie Henry ( Australia)         | Toni Jeffs ( Nuova Zelanda)     |
| Melbourne 2006    | Libby Lenton ( Australia)     | Jodie Henry ( Australia)         | Alice Mills ( Australia)        |
| Delhi 2010        | Yolane Kukla ( Australia)     | Francesca Halsall ( Inghilterra) | Halyley Palmer ( Nuova Zelanda) |

- Miglior atleta: Karen van Wirdum ( Australia) e Alison Sheppard ( Scozia), 1  1
- Miglior nazione:  Australia, 4  3  1

### 50 metri stile libero P-S9
| Edizione   | Oro                          | Argento                         | Bronzo                            |
| ---------- | ---------------------------- | ------------------------------- | --------------------------------- |
| Delhi 2010 | Natalie du Toit ( Sudafrica) | Annabelle Williams ( Australia) | Stephanie Millward ( Inghilterra) |

### 100 metri stile libero
| Edizione          | Oro                            | Argento                       | Bronzo                           |
| ----------------- | ------------------------------ | ----------------------------- | -------------------------------- |
| Edimburgo 1970    | Angela Coughlan ( Canada)      | Lynette Watson ( Australia)   | Jennifer Watts ( Australia)      |
| Christchurch 1974 | Sonya Gray ( Australia)        | Gail Amundrud ( Canada)       | Judy Wright ( Canada)            |
| Edmonton 1978     | Carol Klimpel ( Canada)        | Rosemary Brown ( Australia)   | Wendy Quirk ( Canada)            |
| Brisbane 1982     | June Croft ( Inghilterra)      | Angela Russell ( Australia)   | Lisa Curry-Kenny ( Australia)    |
| Edimburgo 1986    | Jane Kerr ( Canada)            | Angela Harris ( Australia)    | Nicola Fibbens ( Inghilterra)    |
| Auckland 1990     | Karen van Wirdum ( Australia)  | Lisa Curry-Kenny ( Australia) | Patricia Noall ( Canada)         |
| Victoria 1994     | Karen Pickering ( Inghilterra) | Karen van Wirdum ( Australia) | Marianne Limpert ( Canada)       |
| Kuala Lumpur 1998 | Sue Rolph ( Inghilterra)       | Susie O'Neill ( Australia)    | Rebecca Creedy ( Australia)      |
| Manchester 2002   | Jodie Henry ( Australia)       | Helene Muller ( Sudafrica)    | Karen Legg ( Inghilterra)        |
| Melbourne 2006    | Libby Lenton ( Australia)      | Jodie Henry ( Australia)      | Alice Mills ( Australia)         |
| Delhi 2010        | Alicia Coutts ( Australia)     | Emily Seebohm ( Australia)    | Francesca Halsall ( Inghilterra) |

- Miglior atleta: Karen van Wirdum e Jodie Henry ( Australia), 1  1
- Miglior nazione:  Australia, 5  9  4

### 100 metri stile libero P-S9
| Edizione      | Oro                          | Argento                           | Bronzo                    |
| ------------- | ---------------------------- | --------------------------------- | ------------------------- |
| Victoria 1994 | Melissa Carlton ( Australia) | Claire Bishop ( Inghilterra)      | Kelly Barnes ( Australia) |
| Delhi 2010    | Natalie du Toit ( Sudafrica) | Stephanie Millward ( Inghilterra) | Ellie Cole ( Australia)   |

### 200 metri stile libero
| Edizione          | Oro                              | Argento                        | Bronzo                                              |
| ----------------- | -------------------------------- | ------------------------------ | --------------------------------------------------- |
| Edimburgo 1970    | Karen Moras ( Australia)         | Angela Coughlan ( Canada)      | Alexandra Jackson ( Isola di Man)                   |
| Christchurch 1974 | Sonya Gray ( Australia)          | Jenny Turrall ( Australia)     | Gail Amundrud ( Canada)                             |
| Edmonton 1978     | Rebecca Perrott ( Nuova Zelanda) | Tracey Wickham ( Australia)    | Michelle Ford ( Australia)                          |
| Brisbane 1982     | June Croft ( Inghilterra)        | Tracey Wickham ( Australia)    | Susan Baumer ( Australia)                           |
| Edimburgo 1986    | Susan Baumer ( Australia)        | Jane Kerr ( Canada)            | Ruth Gilfillan ( Scozia)                            |
| Auckland 1990     | Hayley Lewis ( Australia)        | Jennifer MacMahon ( Australia) | Patricia Noall ( Canada)                            |
| Victoria 1994     | Susie O'Neill ( Australia)       | Nicole Stevenson ( Australia)  | Karen Pickering ( Inghilterra)                      |
| Kuala Lumpur 1998 | Susie O'Neill ( Australia)       | Karen Pickering ( Inghilterra) | Jessica Deglau ( Canada)                            |
| Manchester 2002   | Karen Pickering ( Inghilterra)   | Karen Legg ( Inghilterra)      | Petria Thomas ( Australia) Elka Graham ( Australia) |
| Melbourne 2006    | Caitlin McClatchey ( Scozia)     | Libby Lenton ( Australia)      | Melanie Marshall ( Inghilterra)                     |
| Delhi 2010        | Kylie Palmer ( Australia)        | Jazmin Carlin ( Galles)        | Rebecca Adlington ( Inghilterra)                    |

- Miglior atleta: Susie O'Neill ( Australia), 2
- Miglior nazione:  Australia, 7  6  4

### 400 metri stile libero
| Edizione          | Oro                              | Argento                        | Bronzo                            |
| ----------------- | -------------------------------- | ------------------------------ | --------------------------------- |
| Edimburgo 1970    | Karen Moras ( Australia)         | Denise Langford ( Australia)   | Robyn Risson ( Australia)         |
| Christchurch 1974 | Jenny Turrall ( Australia)       | Wendy Quirk ( Canada)          | Jaynie Parkhouse ( Nuova Zelanda) |
| Edmonton 1978     | Tracey Wickham ( Australia)      | Michelle Ford ( Australia)     | Rebecca Perrott ( Nuova Zelanda)  |
| Brisbane 1982     | Tracey Wickham ( Australia)      | Jackie Willmott ( Inghilterra) | June Croft ( Inghilterra)         |
| Edimburgo 1986    | Sarah Hardcastle ( Inghilterra)  | Susan Baumer ( Australia)      | Jennifer Burke ( Australia)       |
| Auckland 1990     | Hayley Lewis ( Australia)        | Julie McDonald ( Australia)    | Janelle Elford ( Australia)       |
| Victoria 1994     | Hayley Lewis ( Australia)        | Stacey Gartrell ( Australia)   | Sarah Hardcastle ( Inghilterra)   |
| Kuala Lumpur 1998 | Susie O'Neill ( Australia)       | Victoria Horner ( Inghilterra) | Joanne Malar ( Canada)            |
| Manchester 2002   | Rebecca Cooke ( Inghilterra)     | Elka Graham ( Australia)       | Janelle Atkinson ( Giamaica)      |
| Melbourne 2006    | Caitlin McClatchey ( Scozia)     | Joanne Jackson ( Inghilterra)  | Bronte Barratt ( Australia)       |
| Delhi 2010        | Rebecca Adlington ( Inghilterra) | Kylie Palmer ( Australia)      | Jazmin Carlin ( Galles)           |

- Miglior atleta: Tracey Wickham e Hayley Lewis ( Australia), 2
- Miglior nazione:  Australia, 7  7  4

### 800 metri stile libero
| Edizione          | Oro                               | Argento                     | Bronzo                            |
| ----------------- | --------------------------------- | --------------------------- | --------------------------------- |
| Edimburgo 1970    | Karen Moras ( Australia)          | Helen Gray ( Australia)     | Robyn Risson ( Australia)         |
| Christchurch 1974 | Jaynie Parkhouse ( Nuova Zelanda) | Jenny Turrall ( Australia)  | Rosemary Milgate ( Australia)     |
| Edmonton 1978     | Tracey Wickham ( Australia)       | Michelle Ford ( Australia)  | Rebecca Perrott ( Nuova Zelanda)  |
| Brisbane 1982     | Tracey Wickham ( Australia)       | Michelle Ford ( Australia)  | Jackie Willmott ( Inghilterra)    |
| Edimburgo 1986    | Sarah Hardcastle ( Inghilterra)   | Julie McDonald ( Australia) | Jennifer Burke ( Australia)       |
| Auckland 1990     | Julie McDonald ( Australia)       | Janelle Elford ( Australia) | Sheridan Burge-Lopez ( Australia) |
| Victoria 1994     | Stacey Gartrell ( Australia)      | Hayley Lewis ( Australia)   | Nikki Dryden ( Canada)            |
| Kuala Lumpur 1998 | Rachel Harris ( Australia)        | Joanne Malar ( Canada)      | Sarah Collings ( Inghilterra)     |
| Manchester 2002   | Rebecca Cooke ( Inghilterra)      | Amanda Pascoe ( Australia)  | Janelle Atkinson ( Giamaica)      |
| Melbourne 2006    | Rebecca Cooke ( Inghilterra)      | Melissa Gorman ( Australia) | Brittany Reimer ( Canada)         |
| Delhi 2010        | Rebecca Adlington ( Inghilterra)  | Wendy Trott ( Sudafrica)    | Melissa Gorman ( Australia)       |

- Miglior atleta: Tracey Wickham ( Australia) e Rebecca Cooke ( Inghilterra), 2
- Miglior nazione:  Australia, 6  9  5

### 50 metri dorso
| Edizione        | Oro                          | Argento                        | Bronzo                                              |
| --------------- | ---------------------------- | ------------------------------ | --------------------------------------------------- |
| Manchester 2002 | Dyana Calub ( Australia)     | Jennifer Carroll ( Canada)     | Sarah Price ( Inghilterra)                          |
| Melbourne 2006  | Sophie Edington ( Australia) | Giaan Rooney ( Australia)      | Tayliah Zimmer ( Australia)                         |
| Delhi 2010      | Sophie Edington ( Australia) | Gemma Spofforth ( Inghilterra) | Emily Seebohm ( Australia) Georgia Davies ( Galles) |

- Miglior atleta: Sophie Edington ( Australia), 2
- Miglior nazione:  Australia, 3  1  2

### 100 metri dorso
| Edizione          | Oro                             | Argento                        | Bronzo                          |
| ----------------- | ------------------------------- | ------------------------------ | ------------------------------- |
| Edimburgo 1970    | Lynette Watson ( Australia)     | Debra Cain ( Australia)        | Donna-Marie Gurr ( Canada)      |
| Christchurch 1974 | Wendy Cook ( Canada)            | Donna-Marie Gurr ( Canada)     | Linda Young ( Australia)        |
| Edmonton 1978     | Debra Forster ( Australia)      | Hélène Boivin ( Canada)        | Cheryl Gibson ( Canada)         |
| Brisbane 1982     | Linda Forrest ( Australia)      | Georgina Parkes ( Australia)   | Audrey Moore ( Australia)       |
| Edimburgo 1986    | Sylvia Hume ( Nuova Zelanda)    | Georgina Parkes ( Australia)   | Nicole Livingstone ( Australia) |
| Auckland 1990     | Nicole Livingstone ( Australia) | Anna Simcic ( Nuova Zelanda)   | Johanna Griggs ( Australia)     |
| Victoria 1994     | Nicole Stevenson ( Australia)   | Ellie Overton ( Australia)     | Katherine Osher ( Inghilterra)  |
| Kuala Lumpur 1998 | Giaan Rooney ( Australia)       | Kelly Stefanyshyn ( Canada)    | Meredith Smith ( Australia)     |
| Manchester 2002   | Sarah Price ( Inghilterra)      | Dyana Calub ( Australia)       | Giaan Rooney ( Australia)       |
| Melbourne 2006    | Sophie Edington ( Australia)    | Giaan Rooney ( Australia)      | Melanie Marshall ( Inghilterra) |
| Delhi 2010        | Emily Seebohm ( Australia)      | Gemma Spofforth ( Inghilterra) | Julia Wilkinson ( Canada)       |

- Miglior atleta: Nicole Livingstone-Stevenson ( Australia), 2  1
- Miglior nazione:  Australia, 8  6  6

### 200 metri dorso
| Edizione          | Oro                           | Argento                           | Bronzo                         |
| ----------------- | ----------------------------- | --------------------------------- | ------------------------------ |
| Edimburgo 1970    | Lynette Watson ( Australia)   | Donna-Marie Gurr ( Canada)        | Debra Cain ( Australia)        |
| Christchurch 1974 | Wendy Cook ( Canada)          | Sandra Yost ( Australia)          | Donna-Marie Gurr ( Canada)     |
| Edmonton 1978     | Cheryl Gibson ( Canada)       | Lisa Forrest ( Australia)         | Glenda Robertson ( Australia)  |
| Brisbane 1982     | Lisa Forrest ( Australia)     | Georgina Parkes ( Australia)      | Cheryl Gibson ( Canada)        |
| Edimburgo 1986    | Georgina Parkes ( Australia)  | Katherine Read ( Inghilterra)     | Jody McGibbon ( Australia)     |
| Auckland 1990     | Anna Simcic ( Nuova Zelanda)  | Nicole Livingstone ( Australia)   | Karen Lord ( Australia)        |
| Victoria 1994     | Nicole Stevenson ( Australia) | Anna Simcic ( Nuova Zelanda)      | Ellie Overton ( Australia)     |
| Kuala Lumpur 1998 | Katy Sexton ( Inghilterra)    | Meredith Smith ( Australia)       | Helen Duncan ( Inghilterra)    |
| Manchester 2002   | Sarah Price ( Inghilterra)    | Joanna Fargus ( Inghilterra)      | Katy Sexton ( Inghilterra)     |
| Melbourne 2006    | Joanna Fargus ( Australia)    | Melanie Marshall ( Inghilterra)   | Hannah McLean ( Nuova Zelanda) |
| Delhi 2010        | Meagen Nay ( Australia)       | Elizabeth Simmonds ( Inghilterra) | Emily Seebohm ( Australia)     |

- Miglior nazione:  Australia, 6  5  6

### 50 metri stile libero
| Edizione        | Oro                          | Argento                     | Bronzo                      |
| --------------- | ---------------------------- | --------------------------- | --------------------------- |
| Manchester 2002 | Zoe Baker ( Inghilterra)     | Sarah Poewe ( Sudafrica)    | Tarnee White ( Australia)   |
| Melbourne 2006  | Leisel Jones ( Australia)    | Jade Edmistone ( Australia) | Tarnee White ( Australia)   |
| Delhi 2010      | Leiston Pickett ( Australia) | Leisel Jones ( Australia)   | Kate Haywood ( Inghilterra) |

- Miglior atleta: Leisel Jones ( Australia), 1  1
- Miglior nazione:  Australia, 2  2  2

### 100 metri rana
| Edizione          | Oro                              | Argento                         | Bronzo                            |
| ----------------- | -------------------------------- | ------------------------------- | --------------------------------- |
| Edimburgo 1970    | Beverley Whitfield ( Australia)  | Dorothy Harrison ( Inghilterra) | Christine Jarvis ( Inghilterra)   |
| Christchurch 1974 | Christine Gaskell ( Inghilterra) | Marian Stuart ( Canada)         | Sandra Dickie ( Scozia)           |
| Edmonton 1978     | Robin Corsiglia ( Canada)        | Margaret Kelly ( Inghilterra)   | Marian Stuart ( Canada)           |
| Brisbane 1982     | Kathy Bald ( Canada)             | Anne Ottenbite ( Canada)        | Susannah Brownsdon ( Inghilterra) |
| Edimburgo 1986    | Allison Higson ( Canada)         | Jean Hill ( Scozia)             | Dimity Douglas ( Australia)       |
| Auckland 1990     | Keltie Duggan ( Canada)          | Guylaine Cloutier ( Canada)     | Susannah Brownsdon ( Inghilterra) |
| Victoria 1994     | Samantha Riley ( Australia)      | Rebecca Brown ( Australia)      | Penny Heyns ( Sudafrica)          |
| Kuala Lumpur 1998 | Helen Denman ( Australia)        | Samantha Riley ( Australia)     | Lauren van Oosten ( Canada)       |
| Manchester 2002   | Leisel Jones ( Australia)        | Brooke Hanson ( Australia)      | Sarah Poewe ( Sudafrica)          |
| Melbourne 2006    | Leisel Jones ( Australia)        | Jade Edmistone ( Australia)     | Kirsty Balfour ( Scozia)          |
| Delhi 2010        | Leisel Jones ( Australia)        | Samantha Marshall ( Australia)  | Kate Haywood ( Inghilterra)       |

- Miglior atleta: Leisel Jones ( Australia), 3
- Miglior nazione:  Australia, 6  5  1

### 200 metri rana
| Edizione          | Oro                             | Argento                         | Bronzo                         |
| ----------------- | ------------------------------- | ------------------------------- | ------------------------------ |
| Edimburgo 1970    | Beverley Whitfield ( Australia) | Dorothy Harrison ( Inghilterra) | Amanda Radnage ( Inghilterra)  |
| Christchurch 1974 | Patricia Beavan ( Galles)       | Beverley Whitfield ( Australia) | Allison Smith ( Australia)     |
| Edmonton 1978     | Lisa Borshot ( Canada)          | Debbie Rudd ( Inghilterra)      | Margaret Kelly ( Inghilterra)  |
| Brisbane 1982     | Anne Ottenbrite ( Canada)       | Kathy Bald ( Canada)            | Katherine Richardson ( Canada) |
| Edimburgo 1986    | Allison Higson ( Canada)        | Cindy Ounpuu ( Canada)          | Dimity Douglas ( Australia)    |
| Auckland 1990     | Nathalie Giguère ( Canada)      | Guylaine Cloutier ( Canada)     | Helen Morris ( Australia)      |
| Victoria 1994     | Samantha Riley ( Australia)     | Rebecca Brown ( Australia)      | Lisa Flood ( Canada)           |
| Kuala Lumpur 1998 | Samantha Riley ( Australia)     | Courtenay Chuy ( Canada)        | Lauren van Oosten ( Canada)    |
| Manchester 2002   | Leisel Jones ( Australia)       | Sarah Poewe ( Sudafrica)        | Kelli Waite ( Australia)       |
| Melbourne 2006    | Leisel Jones ( Australia)       | Kirsty Balfour ( Scozia)        | Suzaan van Biljon ( Sudafrica) |
| Delhi 2010        | Leisel Jones ( Australia)       | Tessa Wallace ( Australia)      | Sarah Katsoulis ( Australia)   |

- Miglior atleta: Leisel Jones ( Australia), 3
- Miglior nazione:  Australia, 6  3  5

### 50 metri farfalla
| Edizione        | Oro                              | Argento                        | Bronzo                                                 |
| --------------- | -------------------------------- | ------------------------------ | ------------------------------------------------------ |
| Manchester 2002 | Petria Thomas ( Australia)       | Nicole Irving ( Australia)     | Alison Sheppard ( Scozia)                              |
| Melbourne 2006  | Danni Miatke ( Australia)        | Jessicah Schipper ( Australia) | Alice Mills ( Australia) Lize-Mari Retief ( Sudafrica) |
| Delhi 2010      | Francesca Halsall ( Inghilterra) | Marieke Guehrer ( Australia)   | Emily Seebohm ( Australia)                             |

- Miglior nazione:  Australia, 2  3  2

### 100 metri farfalla
| Edizione          | Oro                            | Argento                         | Bronzo                               |
| ----------------- | ------------------------------ | ------------------------------- | ------------------------------------ |
| Edimburgo 1970    | Diane Lansley ( Inghilterra)   | Susan Smith ( Canada)           | Allyson Mabb ( Australia)            |
| Christchurch 1974 | Patti Stenhouse ( Canada)      | Kim Wickham ( Scozia)           | Sandra Yost ( Australia)             |
| Edmonton 1978     | Wendy Quirk ( Canada)          | Penny McCarthy ( Nuova Zelanda) | Linda Hanel ( Australia)             |
| Brisbane 1982     | Lisa Curry-Kenny ( Australia)  | Janet Tibbits ( Australia)      | Michelle MacPherson ( Canada)        |
| Edimburgo 1986    | Caroline Cooper ( Inghilterra) | Caroline Foot ( Inghilterra)    | Samantha Purvis ( Inghilterra)       |
| Auckland 1990     | Lisa Curry-Kenny ( Australia)  | Susie O'Neill ( Australia)      | Madeleine Scarborough ( Inghilterra) |
| Victoria 1994     | Petria Thomas ( Australia)     | Susie O'Neill ( Australia)      | Ellie Overton ( Australia)           |
| Kuala Lumpur 1998 | Petria Thomas ( Australia)     | Susie O'Neill ( Australia)      | Kathryn Godfrey ( Australia)         |
| Manchester 2002   | Petria Thomas ( Australia)     | Mandy Loots ( Sudafrica)        | Jennifer Button ( Canada)            |
| Melbourne 2006    | Jessicah Schipper ( Australia) | Libby Lenton ( Australia)       | Audrey Lacroix ( Canada)             |
| Delhi 2010        | Alicia Coutts ( Australia)     | Ellen Gandy ( Inghilterra)      | Jemma Lowe ( Galles)                 |

- Miglior atleta: Petria Thomas ( Australia), 3
- Miglior nazione:  Australia, 7  5  5

### 100 metri farfalla P-S9
| Edizione   | Oro                          | Argento                           | Bronzo                  |
| ---------- | ---------------------------- | --------------------------------- | ----------------------- |
| Delhi 2010 | Natalie du Toit ( Sudafrica) | Stephanie Millward ( Inghilterra) | Ellie Cole ( Australia) |

### 200 metri farfalla
| Edizione          | Oro                            | Argento                      | Bronzo                           |
| ----------------- | ------------------------------ | ---------------------------- | -------------------------------- |
| Edimburgo 1970    | Maree Robinson ( Australia)    | Jane Comerford ( Australia)  | Allyson Mabb ( Australia)        |
| Christchurch 1974 | Sandra Yost ( Australia)       | Patti Stenhouse ( Canada)    | Gail Neall ( Australia)          |
| Edmonton 1978     | Michelle Ford ( Australia)     | Wendy Quirk ( Canada)        | Linda Hanel ( Australia)         |
| Brisbane 1982     | Michelle Ford ( Australia)     | Janet Tibbits ( Australia)   | Ann Osgerby ( Inghilterra)       |
| Edimburgo 1986    | Donna McGinnis ( Canada)       | Karen Phillips ( Australia)  | Jill Horstead ( Canada)          |
| Auckland 1990     | Hayley Lewis ( Australia)      | Helen Morris ( Australia)    | Nicole Redford ( Australia)      |
| Victoria 1994     | Susie O'Neill ( Australia)     | Hayley Lewis ( Australia)    | Julie Majer ( Australia)         |
| Kuala Lumpur 1998 | Susie O'Neill ( Australia)     | Petria Thomas ( Australia)   | Jessica Deglau ( Canada)         |
| Manchester 2002   | Petria Thomas ( Australia)     | Georgina Lee ( Inghilterra)  | Margaretha Pedder ( Inghilterra) |
| Melbourne 2006    | Jessicah Schipper ( Australia) | Felicity Galvez ( Australia) | Terri Dunning ( Inghilterra)     |
| Delhi 2010        | Jessicah Schipper ( Australia) | Audrey Lacroix ( Canada)     | Ellen Gandy ( Inghilterra)       |

- Miglior atleta: Michelle Ford, Susie O'Neill e Jessicah Schipper ( Australia), 2
- Miglior nazione:  Australia, 10  7  5

### 200 metri misti
| Edizione          | Oro                           | Argento                          | Bronzo                        |
| ----------------- | ----------------------------- | -------------------------------- | ----------------------------- |
| Edimburgo 1970    | Denise Langford ( Australia)  | Shelagh Ratcliffe ( Inghilterra) | Diana Rickard ( Australia)    |
| Christchurch 1974 | Leslie Cliff ( Canada)        | Becky Smith ( Canada)            | Susan Hunter ( Nuova Zelanda) |
| Edmonton 1978     | Sharron Davies ( Inghilterra) | Rebecca Perrott ( Nuova Zelanda) | Becky Smith ( Canada)         |
| Brisbane 1982     | Lisa Curry-Kenny ( Australia) | Cheryl Gibson ( Canada)          | Michele Pearson ( Australia)  |
| Edimburgo 1986    | Suzanne Landells ( Australia) | Jean Hill ( Scozia)              | Jane Kerr ( Canada)           |
| Auckland 1990     | Nancy Sweetnam ( Canada)      | Jodie Clatworthy ( Australia)    | Hayley Lewis ( Australia)     |
| Victoria 1994     | Ellie Overton ( Australia)    | Marianne Limpert ( Canada)       | Nancy Sweetnam ( Canada)      |
| Kuala Lumpur 1998 | Marianne Limpert ( Canada)    | Joanne Malar ( Canada)           | Sue Rolph ( Inghilterra)      |
| Manchester 2002   | Kirsty Coventry ( Zimbabwe)   | Jennifer Reilly ( Australia)     | Marianne Limpert ( Canada)    |
| Melbourne 2006    | Stephanie Rice ( Australia)   | Brooke Hanson ( Australia)       | Lara Carroll ( Australia)     |
| Delhi 2010        | Alicia Coutts ( Australia)    | Emily Seebohm ( Australia)       | Julia Wilkinson ( Canada)     |

- Miglior atleta: Marianne Limpert ( Canada), 1  1  1
- Miglior nazione:  Australia, 6  4  4

### 400 metri misti
| Edizione          | Oro                           | Argento                              | Bronzo                           |
| ----------------- | ----------------------------- | ------------------------------------ | -------------------------------- |
| Edimburgo 1970    | Denise Langford ( Australia)  | Gail Neall ( Australia)              | Shelagh Ratcliffe ( Inghilterra) |
| Christchurch 1974 | Leslie Cliff ( Canada)        | Becky Smith ( Canada)                | Susan Hunter ( Nuova Zelanda)    |
| Edmonton 1978     | Sharron Davies ( Inghilterra) | Becky Smith ( Canada)                | Cheryl Gibson ( Canada)          |
| Brisbane 1982     | Lisa Curry-Kenny ( Australia) | Michele Pearson ( Australia)         | Michelle MacPherson ( Canada)    |
| Edimburgo 1986    | Suzanne Landells ( Australia) | Jodie Clatworthy ( Australia)        | Sarah Hardcastle ( Inghilterra)  |
| Auckland 1990     | Hayley Lewis ( Australia)     | Jodie Clatworthy ( Australia)        | Donna Procter ( Australia)       |
| Victoria 1994     | Ellie Overton ( Australia)    | Nancy Sweetnam ( Canada)             | Hayley Lewis ( Australia)        |
| Kuala Lumpur 1998 | Joanne Malar ( Canada)        | Elizabeth Warden ( Canada)           | Jennifer Reilly ( Australia)     |
| Manchester 2002   | Jennifer Reilly ( Australia)  | Elizabeth van Weile ( Nuova Zelanda) | Jessica Abbot ( Australia)       |
| Melbourne 2006    | Stephanie Rice ( Australia)   | Rebecca Cooke ( Inghilterra)         | Jennifer Reilly ( Australia)     |
| Delhi 2010        | Hannah Miley ( Scozia)        | Samantha Hamill ( Australia)         | Keri-Anne Payne ( Inghilterra)   |

- Miglior atleta: Jennifer Reilly ( Australia), 1  2
- Miglior nazione:  Australia, 7  5  5

### Staffetta 4x100 metri stile libero
| Edizione          | Oro         | Argento     | Bronzo        |
| ----------------- | ----------- | ----------- | ------------- |
| Edimburgo 1970    | Australia   | Canada      | Inghilterra   |
| Christchurch 1974 | Canada      | Australia   | Inghilterra   |
| Edmonton 1978     | Canada      | Inghilterra | Australia     |
| Brisbane 1982     | Inghilterra | Scozia      | Nuova Zelanda |
| Edimburgo 1986    | Canada      | Inghilterra | Australia     |
| Auckland 1990     | Australia   | Canada      | Inghilterra   |
| Victoria 1994     | Inghilterra | Australia   | Canada        |
| Kuala Lumpur 1998 | Australia   | Inghilterra | Canada        |
| Manchester 2002   | Australia   | Inghilterra | Canada        |
| Melbourne 2006    | Australia   | Inghilterra | Canada        |
| Delhi 2010        | Australia   | Inghilterra | Nuova Zelanda |

- Miglior nazione:  Australia, 7  2  2

### Staffetta 4x200 metri stile libero
| Edizione          | Oro         | Argento       | Bronzo        |
| ----------------- | ----------- | ------------- | ------------- |
| Edimburgo 1986    | Australia   | Inghilterra   | Canada        |
| Auckland 1990     | Australia   | Inghilterra   | Nuova Zelanda |
| Victoria 1994     | Australia   | Inghilterra   | Canada        |
| Kuala Lumpur 1998 | Australia   | Inghilterra   | Canada        |
| Manchester 2002   | Inghilterra | Australia     | Canada        |
| Melbourne 2006    | Australia   | Inghilterra   | Nuova Zelanda |
| Delhi 2010        | Australia   | Nuova Zelanda | Inghilterra   |

- Miglior nazione:  Australia, 6  1  0

### Staffetta 4x100 metri misti
| Edizione          | Oro         | Argento     | Bronzo      |
| ----------------- | ----------- | ----------- | ----------- |
| Edimburgo 1970    | Australia   | Inghilterra | Canada      |
| Christchurch 1974 | Canada      | Australia   | Scozia      |
| Edmonton 1978     | Canada      | Australia   | Inghilterra |
| Brisbane 1982     | Canada      | Inghilterra | Scozia      |
| Edimburgo 1986    | Inghilterra | Canada      | Australia   |
| Auckland 1990     | Australia   | Inghilterra | Canada      |
| Victoria 1994     | Australia   | Inghilterra | Canada      |
| Kuala Lumpur 1998 | Australia   | Canada      | Inghilterra |
| Manchester 2002   | Australia   | Sudafrica   | Inghilterra |
| Melbourne 2006    | Australia   | Inghilterra | Canada      |
| Delhi 2010        | Australia   | Inghilterra | Canada      |

- Miglior nazione:  Australia, 7  2  1